# Petra (pel·lícula)
Petra és una pel·lícula espanyola dirigida per Jaime Rosales, estrenada l'any 2018. Aquesta tragèdia li permeté al seu director anar per cinquena vegada al festival de Canes.

## Argument
Després de la mort de la seva mare, Petra es posa a buscar el seu pare, de qui desconeix la identitat. Creu trobar-lo en Jaume, escultor famós, envellit, egocèntric, manipulador i cruel. Coneix igualment el seu germanastre Lucas.

## Repartiment
- Bárbara Lennie: Petra
- Alex Brendemühl: Lucas
- Joan Botey: Jaume
- Marisa Paredes: Marisa
- Petra Martínez: Julia
- Carme Plà
- Oriol Pla
- Chema del Barco
- Natalie Madueño

## Muntatge
El film s'organitza en capítols, que es presenten de forma no cronològica.

## Acollida crítica
La pel·lícula va ser mal rebuda a Cannes: Libération parla d'una «telenovel·la arty», «impostura fascinant» sense emoció ni passió; France Information la descriu com un "treball depressiu", "sense cap mena d'humor", malgrat tot "salvat per la interpretació dels principals actors". Les Inrocks, generalment defensors del director, donen a la pel·lícula la nota de zero.
La pel·lícula també va rebre crítiques positives. Segons The Hollywood reporter "El resultat és una obra intensa i gratificant estructurada amb habilitat (...) La trama de 'Petra' podria ser acusada d'estar sobrecarregada". Segons Film Review, "La segona meitat no funciona tan bé com la primera, però els personatges intrigants i les excel·lents actuacions podrien fer que 'Petra' fos la pel·lícula més popular del director." Segons Screen Daily "Barbara Lennie fa una actuació poderosa (...) El seu aspecte és increïble (...) L'estructura no lineal amb capítols (...) és un experiment formal que flaqueja en la segona meitat"